# Liste des ministres français des Transports
 (août 2024).
La mise en forme du texte ne suit pas les recommandations de Wikipédia : il faut le « wikifier ».
Les points d'amélioration suivants sont les cas les plus fréquents. Le détail des points à revoir est peut-être précisé sur la page de discussion.
- Les titres sont pré-formatés par le logiciel. Ils ne sont ni en capitales, ni en gras.
- Le texte ne doit pas être écrit en capitales (les noms de famille non plus), ni en gras, ni en italique, ni en « petit »…
- Le gras n'est utilisé que pour surligner le titre de l'article dans l'introduction, une seule fois.
- L'italique est rarement utilisé : mots en langue étrangère, titres d'œuvres, noms de bateaux, etc.
- Les citations ne sont pas en italique mais en corps de texte normal. Elles sont entourées par des guillemets français : « et ».
- Les listes à puces sont à éviter, des paragraphes rédigés étant largement préférés. Les tableaux sont à réserver à la présentation de données structurées (résultats, etc.).
- Les appels de note de bas de page (petits chiffres en exposant, introduits par l'outil «  Source ») sont à placer entre la fin de phrase et le point final[comme ça].
- Les liens internes (vers d'autres articles de Wikipédia) sont à choisir avec parcimonie. Créez des liens vers des articles approfondissant le sujet. Les termes génériques sans rapport avec le sujet sont à éviter, ainsi que les répétitions de liens vers un même terme.
- Les liens externes sont à placer uniquement dans une section « Liens externes », à la fin de l'article. Ces liens sont à choisir avec parcimonie suivant les règles définies. Si un lien sert de source à l'article, son insertion dans le texte est à faire par les notes de bas de page.
- La présentation des références doit suivre les conventions bibliographiques. Il est recommandé d'utiliser les modèles {{Ouvrage}}, {{Chapitre}}, {{Article}}, {{Lien web}} et/ou {{Bibliographie}}. Le mode d'édition visuel peut mettre en forme automatiquement les références.
- Insérer une infobox (cadre d'informations à droite) n'est pas obligatoire pour parachever la mise en page.

Pour une aide détaillée, merci de consulter Aide:Wikification.
Si vous pensez que ces points ont été résolus, vous pouvez retirer ce bandeau et améliorer la mise en forme d'un autre article.
 (août 2024).
Le tableau ci-dessous liste les personnalités membres du gouvernement français titulaires du poste responsable des questions des transports. Ils dirigent le ministère des Transports.
Les dates indiquées sont les dates de prise ou de cessation des fonctions, qui sont en général la veille de la date du Journal officiel dans lequel est paru le décret de nomination.
Le dernier siège du ministère était situé hôtel de Roquelaure, 246 boulevard Saint-Germain (7e arrondissement de Paris).
L’actuel titulaire est Philippe Tabarot, en fonction depuis le 23 décembre 2024. 

## Cinquième République
| Ministre                                                                        | Ministre | Intitulé | Ministre auprès, ministre délégué ou secrétaire d'État                                       | Ministre auprès, ministre délégué ou secrétaire d'État           | Intitulé                                                          | Gouvernement                    | Début             | Fin               |
| ------------------------------------------------------------------------------- | --- | --- | -------------------------------------------------------------------------------------------- | ---------------------------------------------------------------- | ----------------------------------------------------------------- | ------------------------------- | ----------------- | ----------------- |
|                                                                                 | François Rebsamen                                                                                                 | Ministre de l'Aménagement du Territoire et de la Décentralisation                                           |                                                                                              | Philippe Tabarot                                                 | Ministre chargé des Transports                                    | Bayrou                          | 23 décembre 2024  | En cours          |
|                                                                                 | Catherine Vautrin                                                                                                 | Ministre du Partenariat avec les territoires et de la Décentralisation                                      |                                                                                              | François Durovray                                                | Ministre délégué chargé des Transports                            | Barnier                         | 21 septembre 2024 | 23 décembre 2024  |
|                                                                                 | Christophe Béchu                                                                                                  | Ministre de la Transition écologique et de la Cohésion des territoires                                      |                                                                                              | Patrice Vergriete                                                | Ministre délégué chargé des Transports                            | Attal                           | 8 février 2024    | 21 septembre 2024 |
|                                                                                 | Christophe Béchu                                                                                                  | Ministre de la Transition écologique et de la Cohésion des territoires                                      | Clément Beaune                                                                               | Borne                                                            | Ministre délégué chargé des Transports                            | 4 juillet 2022                  | 11 janvier 2024   |                   |
|                                                                                 | Amélie de Montchalin                                                                                              | Ministre de la Transition écologique et de la Cohésion des territoires                                      | Aucun                                                                                        | Aucun                                                            | Aucun                                                             | 20 mai 2022                     | 4 juillet 2022    |                   |
|                                                                                 | Barbara Pompili                                                                                                   | Ministre de la Transition écologique                                                                        |                                                                                              | Jean-Baptiste Djebbari                                           | Ministre délégué chargé des Transports                            | Castex                          | 6 juillet 2020    | 16 mai 2022       |
|                                                                                 | Élisabeth Borne                                                                                                   | Ministre de la Transition écologique et solidaire                                                           | Secrétaire d'État chargé des Transports                                                      | Jean-Baptiste Djebbari                                           | Philippe 2                                                        | 3 septembre 2019                | 6 juillet 2020    |                   |
| Aucun                                                                           | Aucun | Aucun | 16 juillet 2019                                                                              | 3 septembre 2019                                                 | Philippe 2                                                        |                                 |                   |                   |
|                                                                                 | François de Rugy                                                                                                  | Ministre d'État, ministre de la Transition écologique et solidaire                                          |                                                                                              | Élisabeth Borne                                                  | Philippe 2                                                        | Ministre chargée des Transports | 4 septembre 2018  | 16 juillet 2019   |
| Nicolas Hulot                                                                   | 21 juin 2017 | Ministre d'État, ministre de la Transition écologique et solidaire                                          | 4 septembre 2018                                                                             | Élisabeth Borne                                                  | Philippe 2                                                        | Ministre chargée des Transports |                   |                   |
| Nicolas Hulot                                                                   | Philippe 1 | Ministre d'État, ministre de la Transition écologique et solidaire                                          | 17 mai 2017                                                                                  | Élisabeth Borne                                                  | 20 juin 2017                                                      | Ministre chargée des Transports |                   |                   |
|                                                                                 | Ségolène Royal | Ministre de l'Environnement, de l'Énergie et de la Mer, chargée des Relations internationales sur le climat |                                                                                              | Alain Vidalies                                                   | Secrétaire d'État chargé des Transports, de la Mer et de la Pêche | Cazeneuve                       | 6 décembre 2016   | 10 mai 2017       |
| Valls 2                                                                         | Ségolène Royal | Ministre de l'Environnement, de l'Énergie et de la Mer, chargée des Relations internationales sur le climat | 11 février 2016                                                                              | Alain Vidalies                                                   | Secrétaire d'État chargé des Transports, de la Mer et de la Pêche | 6 décembre 2016                 |                   |                   |
| Valls 2                                                                         | Ségolène Royal | Ministre de l'Écologie, du Développement durable et de l'Énergie                                            | 26 août 2014                                                                                 | Alain Vidalies                                                   | Secrétaire d'État chargé des Transports, de la Mer et de la Pêche | 11 février 2016                 |                   |                   |
|                                                                                 | Ségolène Royal | Ministre de l'Écologie, du Développement durable et de l'Énergie                                            | Frédéric Cuvillier                                                                           | Valls 1                                                          | Secrétaire d'État chargé des Transports, de la Mer et de la Pêche | 2 avril 2014                    | 25 août 2014      |                   |
|                                                                                 | Philippe Martin                                                                                                   | Ministre de l'Écologie, du Développement durable et de l'Énergie                                            | Frédéric Cuvillier                                                                           | Ministre délégué chargé des Transports, de la Mer et de la Pêche | Ayrault 2                                                         | 2 juillet 2013                  | 2 avril 2014      |                   |
|                                                                                 | Delphine Batho | Ministre de l'Écologie, du Développement durable et de l'Énergie                                            | Frédéric Cuvillier                                                                           | Ministre délégué chargé des Transports, de la Mer et de la Pêche | Ayrault 2                                                         | 21 juin 2012                    | 2 juillet 2013    |                   |
|                                                                                 | Nicole Bricq | Ministre de l'Écologie, du Développement durable et de l'Énergie                                            | Frédéric Cuvillier                                                                           | Ministre délégué chargé des Transports et de l'Économie maritime | Ayrault 1                                                         | 16 mai 2012                     | 21 juin 2012      |                   |
|                                                                                 | François Fillon                                                                                                   | Premier ministre, ministre de l'Écologie, du Développement durable, des Transports et du Logement           |                                                                                              | Thierry Mariani                                                  | Ministre chargé des Transports                                    | Fillon 3                        | 22 février 2012   | 10 mai 2012       |
|                                                                                 | Nathalie Kosciusko-Morizet                                                                                        | Ministre de l'Écologie, du Développement durable, des Transports et du Logement                             |                                                                                              | Thierry Mariani                                                  | Ministre chargé des Transports                                    | Fillon 3                        | 29 juin 2011      | 22 février 2012   |
| Secrétaire d'État chargé des Transports                                         | Nathalie Kosciusko-Morizet                                                                                        | Ministre de l'Écologie, du Développement durable, des Transports et du Logement                             | 14 novembre 2010                                                                             | Thierry Mariani                                                  | 29 juin 2011                                                      | Fillon 3                        |                   |                   |
| Secrétaire d'État chargé des Transports                                         | | Jean-Louis Borloo                                                                                           | Ministre d'État, ministre de l'Écologie, de l'Énergie, du Développement durable et de la Mer |                                                                  | Dominique Bussereau                                               | Fillon 2                        | 23 juin 2009      | 13 novembre 2010  |
| Secrétaire d'État chargé des Transports                                         | Ministre d'État, ministre de l'Écologie, de l'Énergie, du Développement durable et de l'Aménagement du territoire | Jean-Louis Borloo                                                                                           | 18 mars 2008                                                                                 | 23 juin 2009                                                     | Dominique Bussereau                                               | Fillon 2                        |                   |                   |
| Secrétaire d'État chargé des Transports                                         | Ministre d'État, ministre de l'Écologie, du Développement et de l'Aménagement durables                            | Jean-Louis Borloo                                                                                           | 19 juin 2007                                                                                 | 18 mars 2008                                                     | Dominique Bussereau                                               | Fillon 2                        |                   |                   |
| Secrétaire d'État chargé des Transports                                         | Ministre d'État, ministre de l'Écologie, du Développement et de l'Aménagement durables                            | | Alain Juppé                                                                                  | Fillon 1                                                         | Dominique Bussereau                                               | 15 mai 2007                     | 19 juin 2007      |                   |
|                                                                                 | Dominique Perben                                                                                                  | Ministre des Transports, de l'Équipement, du Tourisme et de la Mer                                          | plein exercice                                                                               | plein exercice                                                   | plein exercice                                                    | Villepin                        | 2 juin 2005       | 15 mai 2007       |
|                                                                                 | Gilles de Robien                                                                                                  | Ministre de l'Équipement, des Transports, de l'Aménagement du territoire, du Tourisme et de la Mer          |                                                                                              | François Goulard                                                 | Secrétaire d'État aux Transports et à la Mer                      | Raffarin 3                      | 31 mars 2004      | 31 mai 2005       |
| Ministre de l'Équipement, des Transports, du Logement, du Tourisme et de la Mer | Gilles de Robien                                                                                                  | | Dominique Bussereau                                                                          | Raffarin 2                                                       | Secrétaire d'État aux Transports et à la Mer                      | 17 juin 2002                    | 30 mars 2004      |                   |
| Ministre de l'Équipement, des Transports, du Logement, du Tourisme et de la Mer | Gilles de Robien                                                                                                  | Secrétaire d'État aux Transports                                                                            | Dominique Bussereau                                                                          | Raffarin 1                                                       | 7 mai 2002                                                        | 17 juin 2002                    |                   |                   |
|                                                                                 | Jean-Claude Gayssot                                                                                               | Ministre de l’Équipement, des Transports et du Logement                                                     | plein exercice                                                                               | plein exercice                                                   | plein exercice                                                    | Jospin                          | 4 juin 1997       | 7 mai 2002        |
|                                                                                 | Bernard Pons | Ministre de l'Équipement, du Logement, des Transports et du Tourisme                                        |                                                                                              | Anne-Marie Idrac                                                 | Secrétaire d'État aux Transports                                  | Juppé 2                         | 6 novembre 1995   | 4 juin 1997       |
| Ministre de l'Aménagement du territoire, de l'Équipement et des Transports      | Bernard Pons | Juppé 1 | 18 mai 1995                                                                                  | Anne-Marie Idrac                                                 | Secrétaire d'État aux Transports                                  | 6 novembre 1995                 |                   |                   |
|                                                                                 | Bernard Bosson | Ministre de l'Équipement, des Transports et du Tourisme                                                     |                                                                                              | plein exercice                                                   | plein exercice                                                    | Balladur                        | 30 mars 1993      | 18 mai 1995       |
|                                                                                 | Jean-Louis Bianco                                                                                                 | Ministre de l'Équipement, du Logement et des Transports                                                     |                                                                                              | Georges Sarre                                                    | Secrétaire d’État aux Transports routiers et fluviaux             | Bérégovoy                       | 4 avril 1992      | 30 mars 1993      |
|                                                                                 | Paul Quilès | Ministre de l'Équipement, du Logement, des Transports et de l'Espace                                        | Cresson                                                                                      | Georges Sarre                                                    | Secrétaire d’État aux Transports routiers et fluviaux             | 16 mai 1991                     | 4 avril 1992      |                   |
|                                                                                 | Louis Besson | Ministre de l'Équipement, du Logement, des Transports et de la Mer                                          | Rocard 2                                                                                     | Georges Sarre                                                    | Secrétaire d’État aux Transports routiers et fluviaux             | 21 décembre 1990                | 16 mai 1991       |                   |
|                                                                                 | Michel Delebarre                                                                                                  | Ministre de l'Équipement, du Logement, des Transports et de la Mer                                          | Rocard 2                                                                                     | Georges Sarre                                                    | Secrétaire d’État aux Transports routiers et fluviaux             | 22 février 1989                 | 22 décembre 1990  |                   |
| Ministre des Transports et de la Mer                                            | Michel Delebarre                                                                                                  | 28 juin 1988                                                                                                | Rocard 2                                                                                     | Georges Sarre                                                    | Secrétaire d’État aux Transports routiers et fluviaux             | 22 février 1989                 |                   |                   |
|                                                                                 | Louis Mermaz | Ministre des transports                                                                                     | Secrétaire d’État aux Voies navigables et aux Transports routiers                            | Georges Sarre                                                    | Rocard 1                                                          | 12 mai 1988                     | 28 juin 1988      |                   |
|                                                                                 | Pierre Méhaignerie                                                                                                | Ministre de l'Équipement, du Logement, de l'Aménagement du territoire et des Transports                     |                                                                                              | Jacques Douffiagues                                              | Ministre délégué aux Transports                                   | Chirac 2                        | 20 mars 1986      | 12 mai 1988       |
|                                                                                 | Jean Auroux | Ministre de l'Urbanisme, du Logement et des Transports                                                      |                                                                                              | Charles Josselin                                                 | Secrétaire d’État aux Transports                                  | Fabius                          | 15 novembre 1985  | 20 mars 1986      |
| plein exercice                                                                  | plein exercice | plein exercice                                                                                              | 20 septembre 1985                                                                            | 15 novembre 1985                                                 |                                                                   | Fabius                          |                   |                   |
|                                                                                 | Paul Quilès | Ministre de l'Urbanisme, du Logement et des Transports                                                      |                                                                                              | Jean Auroux                                                      | Secrétaire d’État aux Transports                                  | Fabius                          | 19 juillet 1984   | 20 septembre 1985 |
|                                                                                 | Charles Fiterman                                                                                                  | Ministre des Transports                                                                                     | plein exercice                                                                               | plein exercice                                                   | plein exercice                                                    | Mauroy 3                        | 22 mars 1983      | 19 juillet 1984   |
| Ministre d’État, ministre des Transports                                        | Charles Fiterman                                                                                                  | Mauroy 2 | plein exercice                                                                               | plein exercice                                                   | plein exercice                                                    | 23 juin 1981                    | 22 mars 1983      |                   |
|                                                                                 | Louis Mermaz | Ministre de l'Équipement et des Transports                                                                  | plein exercice                                                                               | plein exercice                                                   | plein exercice                                                    | Mauroy 1                        | 22 mai 1981       | 23 juin 1981      |
|                                                                                 | Daniel Hoeffel | Ministre des Transports                                                                                     | plein exercice                                                                               | plein exercice                                                   | plein exercice                                                    | Barre 3                         | 2 octobre 1980    | 22 mai 1981       |
| Joël Le Theule                                                                  | 5 avril 1978 | Ministre des Transports                                                                                     | plein exercice                                                                               | plein exercice                                                   | plein exercice                                                    | Barre 3                         | 2 octobre 1980    |                   |
|                                                                                 | Fernand Icart | Ministre de l’Équipement et de l'Aménagement du territoire                                                  |                                                                                              | Marcel Cavaillé                                                  | Secrétaire d’État aux Transports                                  | Barre 2                         | 26 septembre 1977 | 6 avril 1978      |
|                                                                                 | Jean-Pierre Fourcade                                                                                              | Ministre de l’Équipement et de l'Aménagement du territoire                                                  | 1er avril 1977                                                                               | Marcel Cavaillé                                                  | Secrétaire d’État aux Transports                                  | Barre 2                         | 26 septembre 1977 |                   |
| Ministre de l’Équipement                                                        | Jean-Pierre Fourcade                                                                                              | Barre 1 | 27 août 1976                                                                                 | Marcel Cavaillé                                                  | Secrétaire d’État aux Transports                                  | 30 mars 1977                    |                   |                   |
| Ministre de l’Équipement                                                        | | Robert Galley                                                                                               | Chirac 1                                                                                     | Marcel Cavaillé                                                  | Secrétaire d’État aux Transports                                  | 28 mai 1974                     | 27 août 1976      |                   |
|                                                                                 | Olivier Guichard                                                                                                  | Ministre d’État, ministre de l'Aménagement du territoire, de l'Équipement et des Transports                 |                                                                                              | Aymar Achille-Fould                                              | Secrétaire d’État aux Transports                                  | Messmer 3                       | 1er mars 1974     | 28 mai 1974       |
|                                                                                 | Yves Guéna | Ministre des Transports                                                                                     |                                                                                              | Pierre Billecocq                                                 | Secrétaire d’État auprès du ministre des Transports               | Messmer 2                       | 5 avril 1973      | 27 février 1974   |
|                                                                                 | Robert Galley | Ministre des Transports                                                                                     | plein exercice                                                                               | plein exercice                                                   | plein exercice                                                    | Messmer 1                       | 6 juillet 1972    | 2 avril 1973      |
|                                                                                 | Jean Chamant | Ministre des Transports                                                                                     | plein exercice                                                                               | plein exercice                                                   | plein exercice                                                    | Chaban-Delmas                   | 7 janvier 1971    | 6 juillet 1972    |
|                                                                                 | Raymond Mondon | Ministre des Transports                                                                                     | plein exercice                                                                               | plein exercice                                                   | plein exercice                                                    | Chaban-Delmas                   | 22 juin 1969      | 31 décembre 1970  |
|                                                                                 | Jean Chamant | Ministre des Transports                                                                                     | plein exercice                                                                               | plein exercice                                                   | plein exercice                                                    | Pompidou 4 et Couve de Murville | 6 avril 1967      | 20 juin 1969      |
|                                                                                 | Edgard Pisani | Ministre de l’Équipement                                                                                    |                                                                                              | André Bettencourt                                                | Secrétaire d’État aux Transports                                  | Pompidou 3                      | 8 janvier 1966    | 6 avril 1967      |
|                                                                                 | Marc Jacquet | Ministre des Travaux publics et des Transports                                                              | plein exercice                                                                               | plein exercice                                                   | plein exercice                                                    | Pompidou 2                      | 6 décembre 1962   | 8 janvier 1966    |
|                                                                                 | Roger Dusseaulx                                                                                                   | Ministre des Travaux publics et des Transports                                                              | plein exercice                                                                               | plein exercice                                                   | plein exercice                                                    | Pompidou 1                      | 16 mai 1962       | 28 novembre 1962  |
|                                                                                 | Robert Buron | Ministre des Travaux publics et des Transports                                                              | plein exercice                                                                               | plein exercice                                                   | plein exercice                                                    | Pompidou 1                      | 14 avril 1962     | 16 mai 1962       |
| Debré                                                                           | Robert Buron | Ministre des Travaux publics et des Transports                                                              | plein exercice                                                                               | plein exercice                                                   | plein exercice                                                    | 8 janvier 1959                  | 14 avril 1962     |                   |

## Quatrième République
| Ministre                           | Intitulé | Ministre délégué ou secrétaire d'État | Intitulé                                                             | Gouvernement                           | Début             | Fin               | Chef de l'État    |
| ---------------------------------- | --- | ------------------------------------- | -------------------------------------------------------------------- | -------------------------------------- | ----------------- | ----------------- | ----------------- |
| Robert Buron                       | Ministre des Travaux publics, du Transport et du Tourisme                                                      | plein exercice                        | plein exercice                                                       | de Gaulle 3                            | 9 juin 1958       | 8 janvier 1959    | René Coty         |
| Antoine Pinay (intérim)            | Ministre des Travaux publics, du Transport et du Tourisme                                                      | plein exercice                        | plein exercice                                                       | de Gaulle 3                            | 3 juin 1958       | 9 juin 1958       | René Coty         |
| Édouard Bonnefous                  | Ministre des Travaux publics, du Transport et du Tourisme                                                      | plein exercice                        | plein exercice                                                       | Bourgès-Maunoury, Gaillard et Pflimlin | 13 juin 1957      | 1er juin 1958     | René Coty         |
| Félix Gaillard                     | Ministre des Finances, des Affaires économiques et du Plan                                                     | Achille Auban                         | Sous-secrétaire d'État à l'Aviation civile                           | Bourgès-Maunoury                       | 17 juin 1957      | 6 novembre 1957   | René Coty         |
| Paul Ramadier                      | Ministre des Affaires économiques et financières                                                               | Auguste Pinton                        | Secrétaire d'État aux Travaux publics, aux Transports et au Tourisme | Mollet                                 | 14 février 1956   | 13 juin 1957      | René Coty         |
| Robert Lacoste                     | Ministre des Affaires économiques et financières                                                               | Auguste Pinton                        | Secrétaire d'État aux Travaux publics, aux Transports et au Tourisme | Mollet                                 | 1er février 1956  | 9 février 1956    | René Coty         |
| Édouard Corniglion-Molinier        | Ministre des Travaux publics, des Transports et du Tourisme                                                    | plein exercice                        | plein exercice                                                       | Edgar Faure 2                          | 23 février 1955   | 1er février 1956  | René Coty         |
| Jacques Chaban-Delmas              | Ministre des Travaux publics, des Transports et du Tourisme                                                    | Henri Fouques-Duparc                  | Secrétaire d'État à l'Aviation civile                                | Mendès France                          | 20 janvier 1955   | 23 février 1955   | René Coty         |
| Jacques Chaban-Delmas              | Ministre des Travaux publics, des Transports et du Tourisme                                                    | plein exercice                        | plein exercice                                                       | Mendès France                          | 3 septembre 1954  | 20 janvier 1955   | René Coty         |
| Maurice Bourgès-Maunoury (intérim) | Ministre des Travaux publics, des Transports et du Tourisme                                                    | plein exercice                        | plein exercice                                                       | Mendès France                          | 14 août 1954      | 3 septembre 1954  | René Coty         |
| Jacques Chaban-Delmas              | Ministre des Travaux publics, des Transports et du Tourisme                                                    | plein exercice                        | plein exercice                                                       | Mendès France                          | 19 juin 1954      | 14 août 1954      | René Coty         |
| Jacques Chastellain                | Ministre des Travaux publics, des Transports et du Tourisme                                                    | Paul Devinat                          | Secrétaire d'État aux Travaux publics et à l'Aviation civile         | Laniel 2                               | 16 janvier 1954   | 19 juin 1954      | René Coty         |
| Jacques Chastellain                | Ministre des Travaux publics, des Transports et du Tourisme                                                    | Paul Devinat                          | Secrétaire d'État aux Travaux publics et à l'Aviation civile         | Laniel 1                               | 28 juin 1953      | 16 janvier 1954   | Vincent Auriol    |
| André Morice                       | Ministre des Travaux publics, des Transports et du Tourisme                                                    | plein exercice                        | plein exercice                                                       | Pinay, Mayer                           | 8 mars 1952       | 28 juin 1953      | Vincent Auriol    |
| Antoine Pinay                      | Ministre des Travaux publics, des Transports et du Tourisme                                                    | plein exercice                        | plein exercice                                                       | Pleven 1 et 2, Queuille 3, Faure 1     | 12 juillet 1950   | 8 mars 1952       | Vincent Auriol    |
| Maurice Bourgès-Maunoury           | Ministre des Travaux publics, des Transports et du Tourisme                                                    | plein exercice                        | plein exercice                                                       | Queuille 2                             | 2 juillet 1950    | 12 juillet 1950   | Vincent Auriol    |
| Jacques Chastellain                | Ministre des Travaux publics, des Transports et du Tourisme                                                    | plein exercice                        | plein exercice                                                       | Bidault 2                              | 7 février 1950    | 2 juillet 1950    | Vincent Auriol    |
| Christian Pineau                   | Ministre des Travaux publics, des Transports et du Tourisme                                                    | plein exercice                        | plein exercice                                                       | Bidault 2                              | 29 octobre 1949   | 7 février 1950    | Vincent Auriol    |
| Christian Pineau                   | Ministre des Travaux publics, des Transports et du Tourisme                                                    | plein exercice                        | plein exercice                                                       | Queuille 1                             | 11 septembre 1948 | 28 octobre 1949   | Vincent Auriol    |
| Henri Queuille                     | Ministre des Travaux publics, des Transports et du Tourisme                                                    | plein exercice                        | plein exercice                                                       | Schuman 2                              | 5 septembre 1948  | 11 septembre 1948 | Vincent Auriol    |
| Christian Pineau                   | Ministre des Travaux publics et des Transports                                                                 | plein exercice                        | plein exercice                                                       | Schuman 1, Marie                       | 24 novembre 1947  | 5 septembre 1948  | Vincent Auriol    |
| Jules Moch                         | Ministre des Affaires économiques, des Travaux publics, des Transports, de la Reconstruction et de l'Urbanisme | plein exercice                        | plein exercice                                                       | Ramadier 2                             | 22 octobre 1947   | 24 novembre 1947  | Vincent Auriol    |
| Jules Moch                         | Ministre des Travaux publics et des Transports                                                                 | plein exercice                        | plein exercice                                                       | Ramadier 1                             | 22 janvier 1947   | 22 octobre 1947   | Vincent Auriol    |
| Jules Moch                         | Ministre des Travaux publics, des Transports et de la Reconstruction                                           | Jean Meunier                          | Sous-secrétaire d'État aux Travaux publics et aux Transports         | Blum 3                                 | 16 décembre 1946  | 22 janvier 1947   |                   |
| Jules Moch                         | Ministre des Travaux publics et des Transports                                                                 | Albert Gazier                         | Sous-secrétaire d'État aux Travaux publics et aux Transports         | Bidault 1                              | 24 juin 1946      | 16 décembre 1946  | Georges Bidault   |
| Jules Moch                         | Ministre des Travaux publics et des Transports                                                                 | plein exercice                        | plein exercice                                                       | Gouin                                  | 26 janvier 1946   | 24 juin 1946      | Félix Gouin       |
| Jules Moch                         | Ministre des Travaux publics et des Transports                                                                 | plein exercice                        | plein exercice                                                       | de Gaulle 2                            | 21 novembre 1945  | 26 janvier 1946   | Charles de Gaulle |
| René Mayer                         | Ministre des Transports et des Travaux publics                                                                 | plein exercice                        | plein exercice                                                       | de Gaulle 1                            | 10 septembre 1944 | 21 novembre 1945  | Charles de Gaulle |

## Seconde Guerre mondiale
| Ministre   | Intitulé                                                | Ministre délégué ou secrétaire d'État | Intitulé       | Gouvernement     | Début           | Fin               | Chef de l'État    |
| ---------- | ------------------------------------------------------- | ------------------------------------- | -------------- | ---------------- | --------------- | ----------------- | ----------------- |
| René Mayer | Commissaire aux Communications et aux Transports        | plein exercice                        | plein exercice | GPRF             | 26 août 1944    | 10 septembre 1944 | Charles de Gaulle |
| René Mayer | Commissaire aux Communications et aux Transports        | plein exercice                        | plein exercice | CFLN 2 (à Alger) | 9 novembre 1943 | 26 août 1944      | Charles de Gaulle |
| René Mayer | Commissaire aux Communications et à la Marine marchande | aucun                                 | aucun          | CFLN 1 (à Alger) | 7 juin 1943     | 9 novembre 1943   | Charles de Gaulle |

## Troisième République
| Ministre               | Intitulé                                                          | Ministre délégué ou secrétaire d'État | Intitulé                                                          | Gouvernement              | Début             | Fin               | Chef de l'État      |
| ---------------------- | ----------------------------------------------------------------- | ------------------------------------- | ----------------------------------------------------------------- | ------------------------- | ----------------- | ----------------- | ------------------- |
| André Hesse            | Ministre des Travaux publics                                      | Barthélemy Robaglia                   | Sous-secrétaire d'État à l'Aéronautique et aux transports aériens | Herriot 2                 | 19 juillet 1926   | 23 juillet 1926   | Gaston Doumergue    |
| Daniel Vincent         | Ministre des Travaux publics                                      | Laurent Eynac                         | Sous-secrétaire d'État à l'Aéronautique et aux transports aériens | Briand 10                 | 23 juin 1926      | 19 juillet 1926   | Gaston Doumergue    |
| Anatole de Monzie      | Ministre des Travaux publics                                      | Laurent Eynac                         | Sous-secrétaire d'État à l'Aéronautique et aux transports aériens | Painlevé 3, Briand 8 et 9 | 29 octobre 1925   | 23 juin 1926      | Gaston Doumergue    |
| Pierre Laval           | Ministre des Travaux publics                                      | Laurent Eynac                         | Sous-secrétaire d'État à l'Aéronautique et aux transports aériens | Painlevé 2                | 20 avril 1925     | 29 octobre 1925   | Gaston Doumergue    |
| Victor Peytral         | Ministre des Travaux publics                                      | Laurent Eynac                         | Sous-secrétaire d'État à l'Aéronautique et aux transports aériens | Herriot 1                 | 14 juin 1924      | 17 avril 1925     | Gaston Doumergue    |
| Yves Le Trocquer       | Ministre des Travaux publics                                      | Laurent Eynac                         | Sous-secrétaire d'État à l'Aéronautique et aux transports aériens | Briand 7, Poincaré 2      | 17 janvier 1921   | 29 mars 1924      | Alexandre Millerand |
| Yves Le Trocquer       | Ministre des Travaux publics                                      | Pierre-Étienne Flandin                | Sous-secrétaire d'État à l'Aéronautique et aux transports aériens | Leygues                   | 24 septembre 1920 | 16 janvier 1921   | Alexandre Millerand |
| Yves Le Trocquer       | Ministre des Travaux publics                                      | Pierre-Étienne Flandin                | Sous-secrétaire d'État à l'Aéronautique et aux transports aériens | Millerand 2               | 19 février 1920   | 24 septembre 1920 | Paul Deschanel      |
| Yves Le Trocquer       | Ministre des Travaux publics                                      | Pierre-Étienne Flandin                | Sous-secrétaire d'État à l'Aéronautique et aux transports aériens | Millerand 1               | 20 janvier 1920   | 18 février 1920   | Raymond Poincaré    |
| Albert-André Claveille | Ministre des Travaux publics et des Transports                    | Jean Cels-Couybes (né Cels)           | Sous-secrétaire d'État aux Travaux publics et aux Transports      | Clemenceau 2              | 19 novembre 1918  | 20 janvier 1920   | Raymond Poincaré    |
| Albert-André Claveille | Ministre des Travaux publics et des Transports                    | plein exercice                        | plein exercice                                                    | Clemenceau 2              | 16 novembre 1917  | 19 novembre 1918  | Raymond Poincaré    |
| Albert-André Claveille | Ministre des Travaux publics et des Transports                    | plein exercice                        | plein exercice                                                    | Painlevé 1                | 12 septembre 1917 | 16 novembre 1917  | Raymond Poincaré    |
| Georges Desplas        | Ministre des Travaux publics et des Transports                    | Albert-André Claveille                | Sous-secrétaire d'État aux Transports                             | Ribot 5                   | 20 mars 1917      | 12 septembre 1917 | Raymond Poincaré    |
| Édouard Herriot        | Ministre des Travaux publics, des Transports et du Ravitaillement | Albert-André Claveille                | Sous-secrétaire d'État aux Transports                             | Briand 6                  | 12 décembre 1916  | 20 mars 1917      | Raymond Poincaré    |

### Sources
- « Toutes les personnalités ayant occupé le poste de la Catégorie Transports », Base de données historiques des gouvernements et Présidents des assemblées parlementaires (Régimes politiques français depuis 1789), Assemblée nationale (consulté le 13 avril 2010)
- Les gouvernements et les assemblées parlementaires sous la Ve République : 1958-2009, vol. 2, Secrétariat général de la Présidence et service de la Communication de l'Assemblée nationale, coll. « Connaissance de l'Assemblée », décembre 2008 (lire en ligne)
- « Les Gouvernements de la Ve République », Assemblée nationale (consulté le 24 mars 2010)
- « Les Gouvernements de la IVe République » (version du 15 février 2014 sur Internet Archive), Assemblée nationale
- « Les Gouvernements de la IIIe République » (version du 25 février 2014 sur Internet Archive), Assemblée nationale
- « Chronologie des ministres de la Ve République attributaires des domaines suivants : aménagement du territoire, construction, développement durable, énergie, environnement, équipement, logement, mer, tourisme, transports, travaux publics, urbanisme. », Ministère de l'Écologie, de l'Énergie, du Développement durable et de la Mer, 22 mars 2010 (consulté le 24 mars 2010)